# Beverbach (Weser)
Der Beverbach ist ein etwa 10 km langer, rechter bzw. östlicher Nebenfluss der Weser im Landkreis Holzminden. Sie ist nicht mit der etwa 25 km weiter südlich mündenden Bever oder einem der anderen fünf Beverbäche zu verwechseln.
Der Beverbach entspringt am Nordrand des Sollings in Schorborn (Gemeindeteil von Deensen), speist dort den Mühlteich und fließt dann westwärts durch den Naturpark Solling-Vogler. Dabei nimmt er nach Unterqueren der Bahnstrecke Altenbeken–Kreiensen zwischen den Anhöhen Kippberg und Henningsbrink den von Arholzen kommenden Knickbach und dann – nach Unterqueren der Bundesstraße 64 – an der Schleifmühle den von Lobach (zu Bevern) heran fließenden Lobach auf. Während der Bach den nördlich gelegenen Höhenzug Burgberg passiert, erreicht er den Kernort der Gemeinde Bevern. 
Dann verläuft der Beverbach – außerhalb des Naturparks – nordwestwärts, um westlich des Burgbergs rund 2 km unterhalb Beverns und unweit südlich des Weilers Forst (Gemeindeteil von Bevern), das am auch in die Weser fließenden Forstbach liegt, in die Weser zu münden.